# Conquista normanna della Sicilia
La conquista normanna della Sicilia fu una lunga serie di campagne attraverso cui i Normanni, già impegnati nella conquista dell'Italia meridionale, riuscirono a imporsi nell'intero Emirato musulmano di Sicilia. Malgrado coinvolta da diverse ribellioni interne, l'isola cadde soltanto a seguito di una lunga serie di battaglie combattute tra il 1061 e il 1090, anno in cui ebbe luogo la presa di Noto, ultimo avamposto saraceno. Gli scontri interessarono praticamente quasi ogni angolo della Sicilia, malgrado raramente coinvolgessero grandissimi numeri di uomini nelle operazioni.
Con l'instaurazione della contea di Sicilia, fu vissuta al termine dei combattimenti una grande stagione di rinascita dall'isola, che beneficiò delle politiche di tolleranza adottate da Ruggero I e poi da suo figlio Ruggero II. Sotto quest'ultimo, ebbe luogo una riunificazione di tutti i possedimenti che suo padre e i suoi zii avevano conquistato nella parte meridionale della penisola.

## Contesto storico
I Normanni erano giunti all'inizio del XI secolo nell'Italia meridionale come mercenari e, a partire dal 1020 circa, cominciarono gradualmente ad assumere sempre più peso specifico nella penisola. Fu nella tarda estate del 1038 che 300 soldati normanni si recarono per la prima volta in Sicilia, spinti dalla promessa di ricchi bottini. A seguito della conquista islamica dell'isola, essa era caduta in mano musulmana, sebbene tutto sommato preservando un ampio margine di autonomia rispetto all'Ifriqiya, dove aveva sede il cuore della dinastia dei kalbiti. Tuttavia, persistevano comunque delle divisioni fra i vari potentati islamici. Agli ordini del generale Giorgio Maniace, i bizantini e i mercenari stranieri al loro servizio avevano tentato di attaccare la Sicilia, sia pur fallendo nel proprio intento di invaderla.

L'Italia meridionale tra il 1039 e il 1047

Sfruttando le crisi che affliggevano l'Impero bizantino in Puglia e in Calabria, così come la fragilità dei principati longobardi in Campania, i normanni rigettarono l'autorità di qualunque signore e cominciarono a espandersi autonomamente a macchia d'olio in tempi brevi, sconfiggendo persino nella battaglia di Civitate del 1053 una vasta coalizione anti-normanna costituita da papa Leone IX. Da allora, nessuno osò più contestare l'autorità dei normanni, guidati dalla famiglia degli Altavilla e, in particolare da Roberto il Guiscardo.
Rivoluzionando la politica dello Stato della Chiesa fino ad allora, nell'agosto del 1059, dopo aver stretto contatti con Roberto, il pontefice Niccolò II si recò personalmente nel Sud per presenziale un concilio a Melfi da lui stesso convocato. Dopo avergli giurato fedeltà, il normanno venne investito «per grazia di Dio e di san Pietro, duca di Puglia e di Calabria e, con l'aiuto di entrambi, futuro duca di Sicilia». Il titolo ducale assegnatogli lo poneva al di sopra dei conti normanni, ma questa nomina fu mal digerita dalla nobiltà a lui suddita, che più volte insorse minando la sua autorità. In secondo luogo, la formula adottata non si limitava a suggellare quanto già sottomesso, poiché lasciava intendere il consenso di Niccolò II a eventuali conquiste future. Il riferimento alla Sicilia, dove per altro Roberto non era mai stato, confermerebbe per gli storici quanto sopra anticipato, ossia la speranza covata dal papa che l'isola ritornasse ad abbracciare il cristianesimo. È interessante aggiungere che, in quella fase storica, Roberto non aveva nemmeno espugnato tutta la Calabria, poiché Reggio e Squillace sarebbero cadute nel 1060. In verità, nemmeno sulla Puglia poteva estendere tutta la sua autorità, in quanto alcune città sfuggivano al suo controllo ed erano ancora fedeli a Bisanzio. È certo che concilio lasciò tutte le parti soddisfatte e che il trattato di Melfi sancì inequivocabilmente ancora una volta, semmai ve ne fosse stato bisogno, dimostrando chiaramente come i normanni fossero venuti nel Sud Italia per restarvi.

## La conquista

### Lo sbarco in Sicilia
In quel contesto, nell'Italia meridionale arrivò Ruggero, fratello minore di Roberto, il quale desiderava ritagliarsi un proprio spazio nel Mezzogiorno. Al netto di alcuni litigi, alla fine i due si concentrarono sulla conquista della Calabria bizantina e riuscirono a sottometterla; al termine di queste operazioni, Ruggero si stabilì a Mileto, elevandola a sua capitale, dove si adattò gradualmente alla cultura locale. L'unico centro ancora in mano greca era la grande Bari, ma Roberto e Ruggero erano troppo ansiosi di affrontare l'impresa siciliana per avvedersene.
Lì l'emirato dei kalbiti, fondato sull'isola più di un secolo prima, stava vivendo una fase di graduale declino aggravata dalle dispute per il potere nate tra tre emiri (qāʾid) indipendenti. Il primo era un certo Ibn al-Thumna, che dominava la regione sud-orientale e disponeva di potenti guarnigioni a Catania, Noto e Siracusa. Vi era poi Abdullah Ibn Hawqal, signore del nord-ovest e in particolare di Trapani e di Mazara del Vallo. Infine, tra i due si trovava l'emiro Ibn al-Ḥawwās, cognato di al-Thumna e la cui residenza si trovava a Enna (all'epoca nota con il nome di Castrogiovanni). I tre si erano ribellati all'autorità del califfo zirida di Qayrawan, il quale era stato cacciato dalla sua capitale un anno o due prima e ora si trovava impegnato, nell'Africa settentrionale, in una lotta cruenta tra le diverse fazioni delle varie tribù. Si poteva pensare che una terra così frammentata sarebbe stata preda facile, considerando che i normanni avevano sottomesso un'area molto più vasta in tempi tutto sommato brevi. Al contrario delle aspettative, la conquista della Sicilia si rivelò la più lunga in assoluto e richiese ben trentuno anni. Presto i normanni dovettero rendersi conto dell'incapacità di poter manovrare truppe e stanziare risorse sia per il fronte pugliese sia per quello siciliano. Le frequenti rivolte pugliesi costrinsero sovente Roberto a viaggiare verso nord, mentre il fratello dovette gestire le truppe che si trovavano stanziate nella parte più meridionale della penisola. L'esercito in Sicilia finiva nella gestione di Ruggero, che ormai apprendeva con disinteresse gli eventi in corso altrove. Non bisogna dimenticare un'informazione fondamentale; sul finire del 1058, i due fratelli litigiosi si erano già accordati sulla spartizione delle terre, in quanto era stato previsto che a Ruggero sarebbe spettata metà della Calabria (di cui all'epoca vi era ancora una parte in mano a Bisanzio) e l'intera Sicilia.

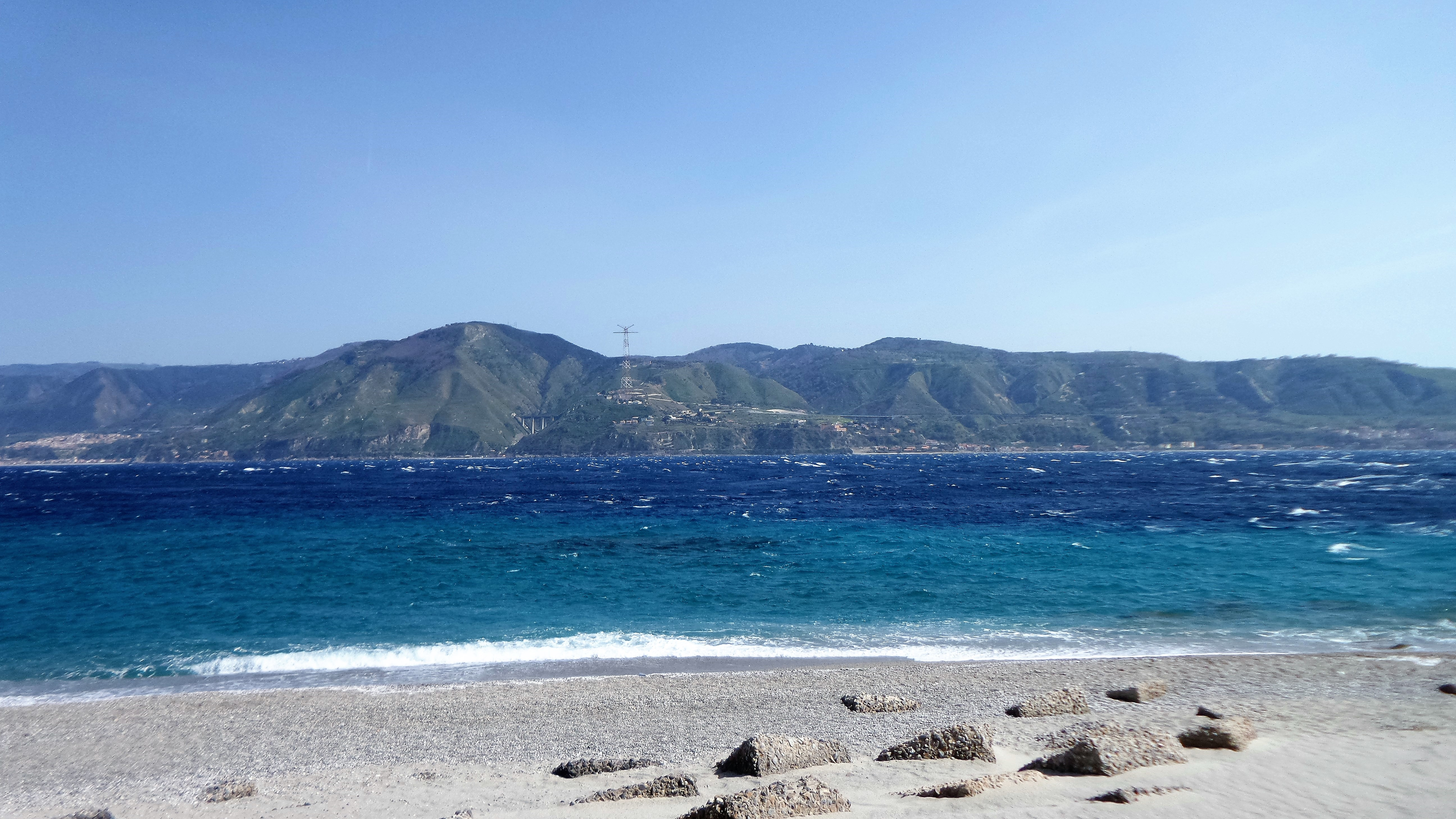
Capo Peloro, dove i normanni sconfissero una flotta saracena prima di raggiungere e assicurarsi Messina

Ruggero aveva compiuto un'infruttuosa sortita nei confronti di Messina, ma almeno era riuscito a constatare la potenza dei saraceni. Nel gennaio del 1061, un'insurrezione che aveva raggiunto persino Melfi, uno dei principali insediamenti normanni, spinse Roberto a intimare l'intervento del fratello, una richiesta questa che sembrava rimandare le operazioni in Sicilia a tempo indeterminato. Al contrario, già a febbraio il condottiero normanno ritornò in Calabria, in attesa di conoscere dettagli sull'aperta lotta esplosa tra Ibn al-Thumna e Ibn al-Ḥawwās. Ruggero si trovava a Mileto quando, durante lo stesso mese, Ibn al-Thumna si recò da lui di persona e gli chiese supporto, giungendo secondo una fonte araba a promettere addirittura la cessione dell'intera Sicilia qualora fosse riuscito a neutralizzare l'odiato nemico. Ruggero non stette certo a rimuginare su questo invito, considerandola l'occasione più propizia possibile per scatenare, nel maggio dello stesso anno, un'invasione in piena regola. La precedente esperienza a Messina e i consigli dell'emiro arabo avevano convinto Ruggero della necessità di impossessarsi di una testa di ponte sicura e stabile e l'obiettivo prescelto fu Milazzo, che capitolò dopo breve. Lì ebbe luogo una fortuita serie di casualità. Una flotta saracena salpò da Messina per colpire i nemici, ma i venti contrari impedirono che potesse sfruttare l'effetto sorpresa. Ciò permise ai normanni, che avevano saputo dei movimenti ostili tramite dei ricognitori, di non farsi trovare impreparati al momento dello sbarco musulmano a Capo Peloro, in quanto un'armata avanzò da Milazzo e l'altra tagliò la via di fuga verso Messina; pochi furono i superstiti saraceni. Sbarazzatisi degli ostacoli, quando giunsero alle sue porte gli aggressori rimasero sorpresi di incontrare l'ordinata ed efficace resistenza attuata dai cittadini, sia uomini sia donne. Dopo poco, gli aggressori si lasciarono andare a una ritirata disordinata e non furono nemmeno in grado di salpare verso la Calabria, poiché i forti venti che stavano spirando li costrinsero a sopportare le rappresaglie saracene. Pur essendosi finalmente verificate le condizioni per navigare verso Reggio, i normanni vennero tallonati dai musulmani, responsabili di gravi danni a molte navi e dell'affondamento di una di esse, con il risultato che la missione di Ruggero si era rivelata un fiasco. Avvertite le difficoltà, Ibn al-Thumna aveva preferito defilarsi e scappare nel suo castello a Catania.

### Difficoltà militari e dissidi interni

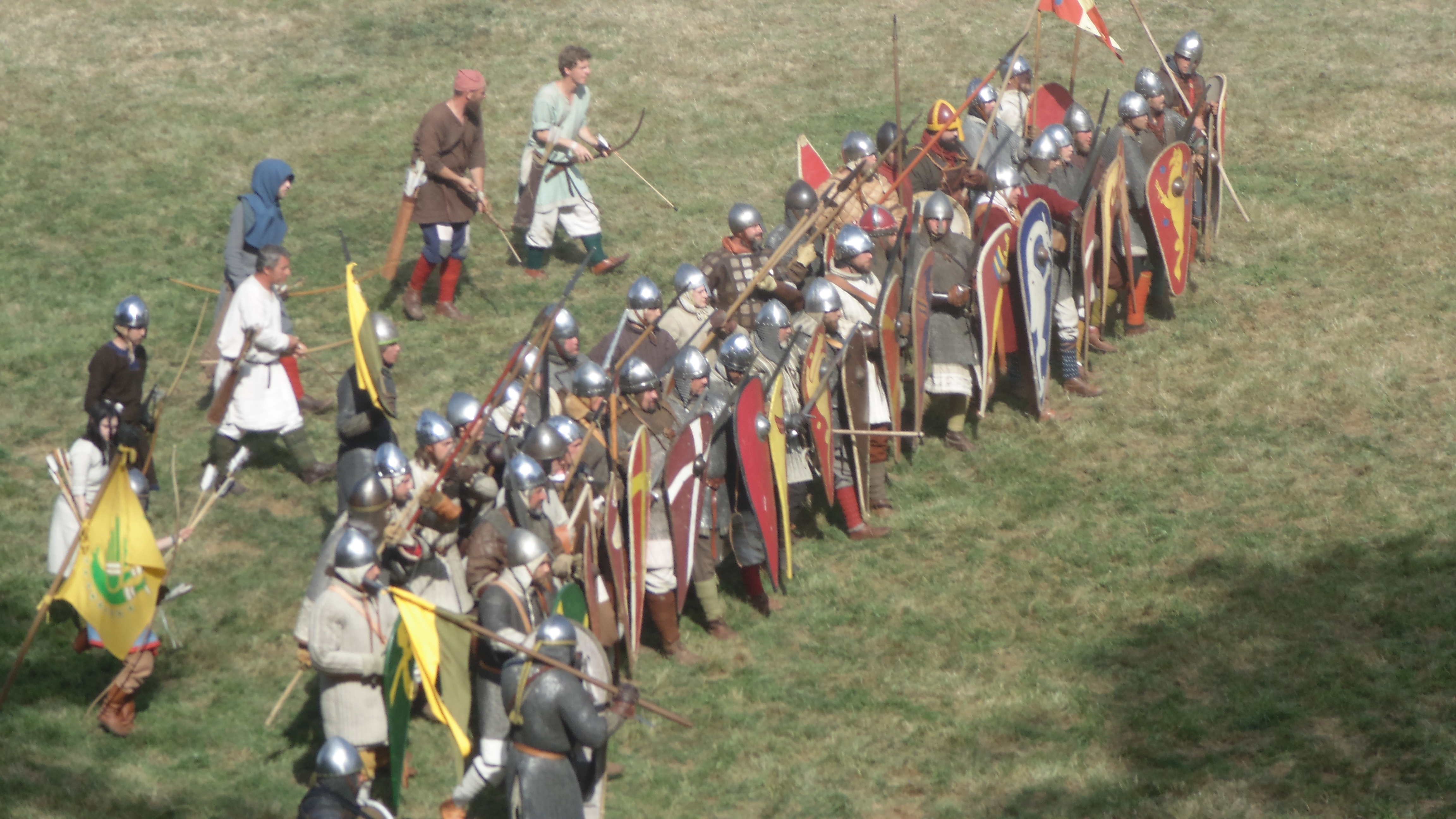
Rievocazione storica di una battaglia normanna. Nella fotografia si può notare la tradizionale disposizione dei fanti e degli arcieri normanni nel XI secolo. Falaise, Francia

Messina aveva palesato quanto fosse cruciale l'arte della pazienza e quanto contasse seguire gli insegnamenti dei primi mercenari normanni, i quali attaccavano soltanto quando certi della vittoria. A maggio Roberto incontrò Ruggero, dopo essere riuscito a sedare gli animi in Puglia riconquistando Brindisi, Oria e, soprattutto, Melfi. Essendosi i bizantini rintanati a Bari, si prevedeva di avere a disposizione diversi mesi per ritentare l'assalto a Messina. Stavolta, anziché emulare lo stesso percorso del vecchio viaggio, le truppe raggiunsero a maggio una costa più lontana e sbarcarono a otto chilometri di distanza dalla città, appropinquandosi infine a piedi. La strategia si rivelò talmente efficace che, nonostante le guarnigioni fossero state notevolmente rinforzate perché Ibn al-Ḥawwās aveva compreso le mire normanne sulla Sicilia, alcune sezioni delle mura vennero lasciate insufficientemente presidiate o addirittura completamente sguarnite, tanto da cogliere di sorpresa tutti i difensori. Venuti a conoscenza dell'assalto in corso, i soldati stanziati fuori dalle mura decisero prudentemente di darsi alla fuga e di procedere verso l'interno, con il risultato che Messina capitolò di colpo. Ibn al-Thumna ricomparve improvvisamente e si affrettò a omaggiare i vincitori ribadendo le promesse fatte a febbraio, ma qualunque fossero le opinioni dei normanni sulla sua controversa figura, l'emiro poteva mettere a disposizione mezzi, risorse e guide a cui non si poteva rinunciare.
Da Messina, due vie conducevano ai domini di Ibn al-Ḥawwās, di cui la più breve seguiva la costa in direzione sud fin quasi a Taormina, deviando poi all'interno per risalire la valle dell'Alcantara, lungo le falde settentrionali dell'Etna, e arrivando infine all'altopiano dell'Argimusco. Ibn al-Thumna preferì una seconda strada attraverso terre, almeno in teoria, a lui fedeli, e che di recente avevano dato segni di insubordinazione. Egli confidava di ammansire i possibili ribelli con il passaggio dell'esercito normanno, mentre il Guiscardo si focalizzò su Rometta, il presidio da cui partivano i percorsi che da Messina andavano a ovest. Resistita con coraggio all'assalto bizantino del 1038, la fortezza saracena non fu impegnata in combattimento nel 1061 perché il governatore aprì le porte cittadine e accolse volentieri i guerrieri stranieri. Le ostilità cominciarono di strada verso l'interno oltre le rive del Simeto, ma mentre a Centuripe non si riuscì a prevalere, Paternò si arrese senza lottare, spianando la strada per la roccaforte di Enna. La città rappresentava una preda difficile, in quanto dotata di mura robuste e capace di sopportare assedi lunghi. Con l'estate agli sgoccioli, Ruggero non voleva impantanarsi in un'offensiva estenuante, motivo per cui decise di spingere il nemico fuori dalle mura e provocarlo con delle scaramucce nelle zone limitrofe. Il quinto giorno dall'arrivo dei normanni, l'esercito saraceno si presentò dinanzi in misura infinitamente superiore. È impossibile quantificare le cifre, poiché le fonti, in particolare Goffredo Malaterra, riferiscono di 15 000 soldati contro 700, a fronte dei circa 2 000 all'inizio della spedizione. A prescindere dal reale numero di combattenti impegnati, i normanni riportarono una grandiosa vittoria dimostrando coraggio e audacia e costringendo i fuggitivi a rifugiarsi tra le mura di Enna. L'eco dell'impresa spronò molti capi locali ad affrettarsi a elargire doni al Guiscardo, che nel frattempo aveva provato ad aggredire subito Enna, stante le lievi perdite patite. Tuttavia, non si verificarono segnali che lasciassero presupporre un'imminente caduta e, nell'autunno del 1061, Roberto preferì accettare l'appello di vari greci cristiani di Aluntium, ai piedi dei monti Nebrodi, i quali desideravano maggiore protezione, e convinse alcuni suoi uomini a stanziarsi lì permanentemente. A Messina, Roberto fu convinto da sua moglie Sichelgaita a tornare in Puglia per trascorrere il Natale; raggiunta Mileto, suo fratello Ruggero avvertì nuovamente il richiamo per le conquiste e si recò in Sicilia alla testa di una piccola guarnigione, spingendosi così verso Troina, la cui inespugnabilità era proverbiale. Essendo però abitata perlopiù da cristiani, le porte gli furono aperte e lì vi trascorse il Natale. Nel frattempo, Ruggero venne a sapere che Giuditta d'Evreux, conosciuta sin da quando si trovava ancora in Normandia, aveva deciso di raggiungere la Calabria assieme ad alcuni cherici. Roberto il Guiscardo li aveva incentivati a trasferirsi definitivamente in Calabria, poiché ben lieto di ridurre l'influenza dei monaci greci nella regione. Ruggero incontrò di persona Giuditta a San Martino d'Agri: i due si erano innamorati sin da giovani e le conquiste del giovane Altavilla avevano elevato sensibilmente il suo status, ma la luna di miele non durò molto perché il richiamo della Sicilia lo spinse presto a ritornare lì, malgrado le insistenze della novella sposa.

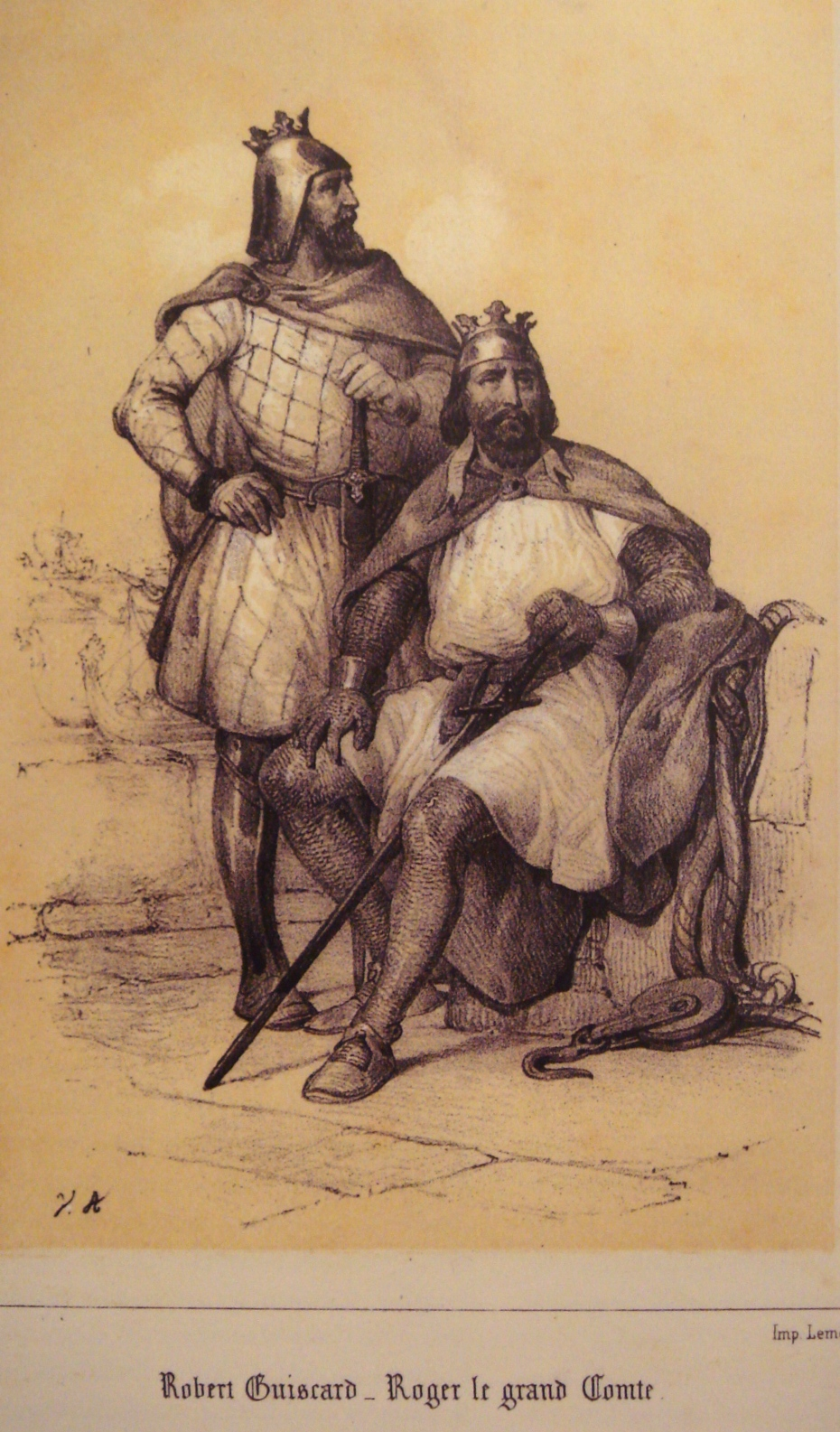
Ritratto di fantasia dei fratelli Roberto il Guiscardo (a sinistra) e Ruggero d'Altavilla (a destra)

All'inizio dell'anno 1062, una campagna durata un mese portò alla presa di Petralia. Presto però Ruggero dovette ritornare sul continente per via dei dissidi scoppiati con il fratello. Quando ribadì la sua volontà di infeudare la Sicilia per lui e sua moglie, rispettando la tradizione matrimoniale del morgengabio, Roberto interpretò la richiesta di Ruggero come una minaccia alla sua supremazia e fu colto, probabilmente, pure dalla gelosia. La notizia della morte di Ibn al-Thumna, appresa nello stesso periodo, vanificò i progressi raggiunti in Sicilia perché le guarnigioni normanne di Petralia e Troina, prese dal panico e temendo per la vita, si ritirarono tra le mura di Messina. In un impeto d'ira, Roberto giunse a Mileto, dove si trovava Ruggero, e la cinse d'assedio. Alla fine, a seguito di rocamboleschi eventi, i due fratelli si abbracciarono e si riconciliarono, riuscendo pian piano ad accettare meglio la convivenza. Non è chiaro come venne spartita la Calabria dopo l'alterco, ma si crede che si divisero ogni città e castello in due zone d'influenza separate.
I litigi fecero sì che Ruggero potesse ritornare in Sicilia soltanto ad agosto, stavolta portando la moglie con sé, dove scoprì che fortunatamente per i normanni Troina non aveva ricevuto alcuna aggressione, malgrado la ritirata delle sentinelle del posto. Gli abitanti lo accolsero meno calorosamente della prima volta, in quanto i normanni non si erano dimostrati troppo diversi dai saraceni, risultando anzi addirittura più aggressivi e barbari, specie con le donne. Quando Ruggero partì alla volta di Nicosia, nella moderna provincia di Enna, gli abitanti di Troina ne approfittarono per fare prigioniera la moglie Giuditta. Saputolo, il comandante normanno tornò immediatamente a Troina, dove si trovò costretto a fronteggiare una rivolta assai più estesa di quanto pensava e sostenuta dai saraceni, i quali costrinsero i guerrieri stranieri a ripiegare verso la cittadella. Ruggero, nell'insolita condizione di assediato, si trovò a sopportare per quattro mesi le scorrerie nemiche e a dover convivere con il freddo dell'inverno. Una notte di gennaio, estenuato dalla scarsità di cibo che iniziava a farsi sentire e dal freddo pungente (l'insediamento si trova a oltre 1 000 metri sul livello del mare), Ruggero organizzò una sortita notturna attraversando le barricate che dividevano i due schieramenti. Con questo stratagemma colse del tutto impreparati gli insorti e li sedò in tempi brevi, condannando a pene severissime i principali fomentatori e tornando in possesso di Troina il mattino seguente. Stando agli storici, si era trattato del momento più critico in assoluto mai vissuto dai normanni in Sicilia.

### Cerami, prima campagna contro Palermo e Misilmeri
Quanto accaduto aveva dimostrato che la carenza di uomini non avrebbe mai potuto cristallizzare il predominio normanno sull'isola. I nemici si erano compattati dopo la morte di Ibn al-Thumna e l'effetto sorpresa era ormai svanito. Nella primavera del 1063, Ruggero, che non poteva contare su alcun ausilio del fratello dalla Puglia, fece ritorno in Calabria e portò con sé cavalli e provviste, malgrado non un numero di rinforzi cospicuo. Assieme a lui vi era suo nipote Serlone II, che si era distinto per le abilità di comandante e la sua tenacia. Partendo da Troina, vennero eseguite delle sortite in tutto il territorio che da Butera a sud si estende fino a Caltavuturo a nord che consentirono di accumulare ricchi bottini. Nella metà dell'estate, i normanni si imbatterono nel grosso dell'esercito saraceno, rafforzato da nuovi elementi africani che da poco avevano lasciato Palermo e stavano procedendo verso est in direzione delle piazzeforti cristiane. A circa dieci chilometri a ovest di Troina, in una conca tra le colline che sovrastano il fiume Cerami e a ridosso della cittadina omonima, i normanni si trovavano ancora una volta a fronteggiare un'armata numericamente superiore, stimata da Malaterra in 30 000 unità, dagli studiosi moderni in qualche migliaia. L'esercito invasore, per converso, poteva contare su soli 500 o 600 uomini; dopo tre giorni di osservazione e studio, il quarto cominciò la cosiddetta battaglia di Cerami. Tastata la forza nemica, i saraceni si lanciarono in un assalto frontale contro Ruggero sperando di superarlo con impeto e forza, e per poco ciò non avvenne. Per qualche ignota ragione, forse legata all'intervento dello schieramento di Serlone, fino ad allora non coinvolto negli scontri, il muro normanno resistette e, calata la notte, respinsero gli avversari inseguendoli fino agli accampamenti. La vittoria di Cerami ebbe importanti conseguenze: in primis, salvo sporadiche rivolte, il controllo tra Cerami e Messina divenne incontestato. In secondo luogo, la schermaglia dimostrò ancora una volta che la compattezza e la disciplina normanna in combattimento non erano seconde a nessuno, con gli uomini che iniziarono probabilmente a credere di essere favoriti da un intervento divino. Ciò è particolarmente evidente se si pensa ai quattro cammelli che furono donati al pontefice Niccolò II da Roberto a titolo di sontuoso dono. Il Santo Padre, dal canto suo, concesse l'assoluzione a tutti i sostenitori dei normanni perché necessitava ancora del loro appoggio per rinforzare la sua precaria posizione. Poiché la conquista della Sicilia avrebbe sicuramente giovato e contribuito a rafforzare il predominio normanno sul meridione e a garantire tutela al papato, la sua propaganda trasformò la spedizione dell'isola in una sorta di antesignana crociata.

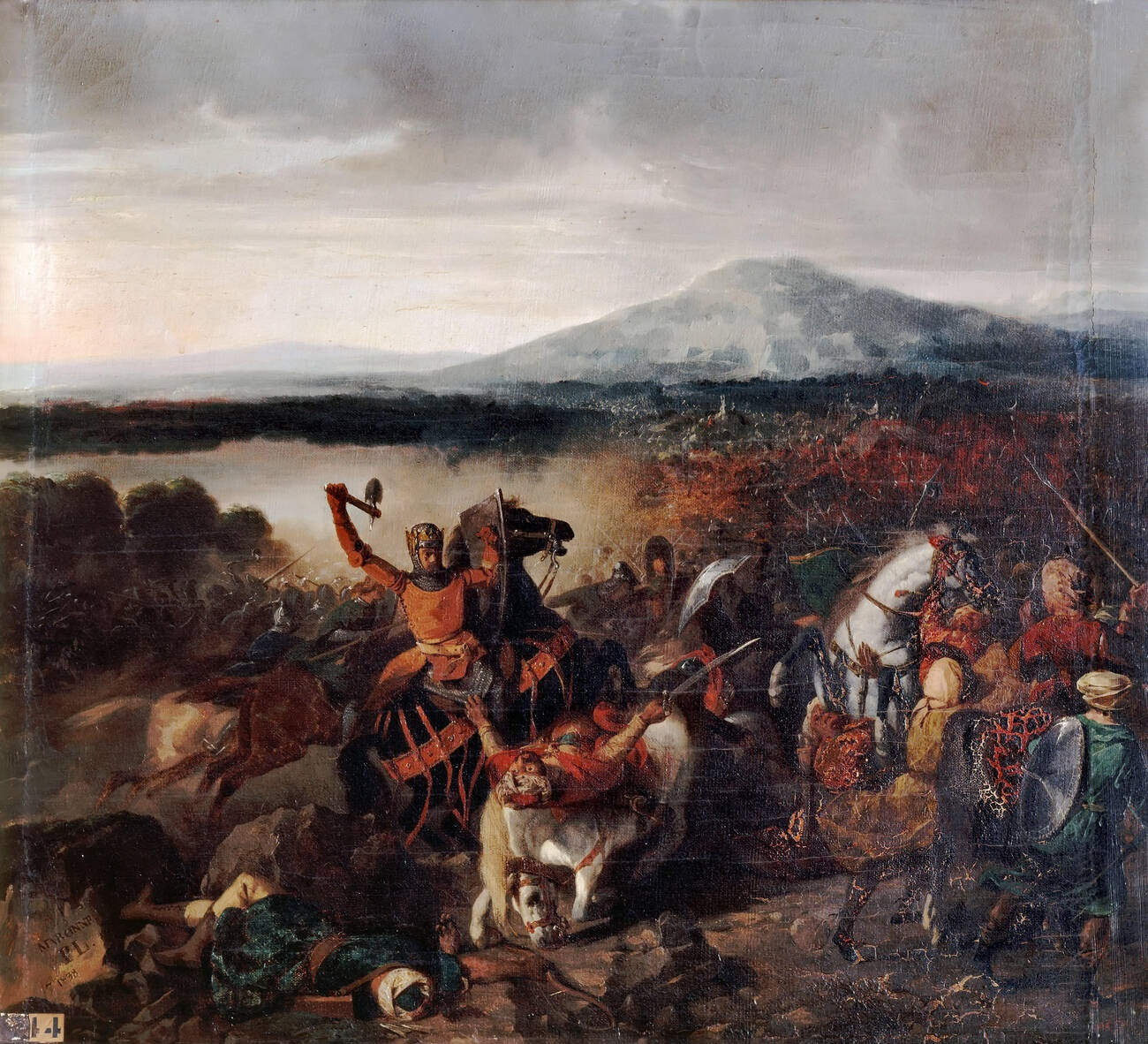
Ruggero d'Altavilla combatte i saraceni nella battaglia di Cerami del 1063. Olio su tela di Prosper Lafaye, 1860 circa

Durante il resto del 1063, tuttavia, non fu eseguito alcun progresso significativo, malgrado Ruggero fosse entrato in possesso di circa un quarto della Sicilia. È possibile che si fossero diffusi del malcontento e del malumore tra le truppe, che tra l'altro avevano spesso beneficiato durante le loro marce dell'ausilio dei cristiani speranzosi di accoglierli alla stregua di salvatori. La tragica carenza di uomini pregiudicava qualsiasi avanzata, ma questo fattore non veniva compreso da chi osservava le manovre normanne dall'esterno, come nel caso dell'ammiraglio della Repubblica di Pisa Giovanni Orlandi. Nell'agosto del 1063, era stato investito del compito di inviare una flotta contro Palermo per vendicarsi delle continue scorrerie patite via mare dai saraceni e desiderava contare sul supporto di Ruggero, il quale glielo negò affermando di non essere ancora in grado di sostenere un attacco di simili proporzioni. Indispettito dalla risposta, Giovanni Orlandi decise di eseguire lo stesso il saccheggio di Palermo, ma al netto di qualche scorreria nella zona portuale l'obiettivo di spingersi oltre le mura fallì e i pisani riuscirono miracolosamente a limitare i danni. Per quanto non nutrisse stima dei pisani, l'intervento di una flotta amica risultava una proposta allettante per Ruggero, ma fu assalito da dubbi e preferì desistere, forse anche perché era venuto a conoscenza di una grande campagna che il fratello Roberto intendeva imbastire con lui. Essendo riuscito a impossessarsi nuovamente di Oria, Brindisi e Taranto, all'inizio del 1064 il Guiscardo aveva raggiunto Cosenza, dove si discusse a proposito dei preparativi. Stavolta, si scartò l'ipotesi di recarsi verso Enna e le aree interne e si preferì procedere in tutta velocità lungo la costa verso Palermo. Pur non essendo stata incontrata alcuna resistenza, il luogo in cui i guerrieri si accamparono risultò particolarmente infausto, poiché invaso dalle tarantole. Mossisi verso un luogo più salubre, gli Altavilla dovettero rendersi conto che la Conca d'Oro, la catena di montagne attorno a Palermo, forniva una protezione naturale non trascurabile ed esponeva l'avanzata di qualsiasi esercito agli occhi delle sentinelle saracene, vanificando l'effetto sorpresa. Inoltre, a differenza di Enna, i musulmani non si impegnarono in alcun attacco campale e, pur essendo assediati, ricevevano con regolarità le navi che entravano e uscivano dal porto per depositare approvvigionamenti militari e vettovaglie. Trascorsi tre mesi di vani assalti, a cui seguirono alcuni futili attacchi contro la robusta Agrigento, la campagna si era conclusa malissimo e aveva fruttato soltanto qualche piccolo avamposto come Bugamo, peraltro quasi del tutto già abbandonato da tempo. Per fronteggiare la coriacea resistenza della Sicilia occidentale, Ruggero ordinò di compiere con costanza delle saltuarie razzie verso le località saracene, muovendo la sua capitale a Petralia, caduta già nel 1062, allo scopo di agevolare questo compito. L'unica consolazione riguardava alcuni dissidi insorti tra i giovani principi che stavano soccorrendo Ibn al-Ḥawwās, ma Ruggero era troppo debole per poter intervenire in qualche modo.

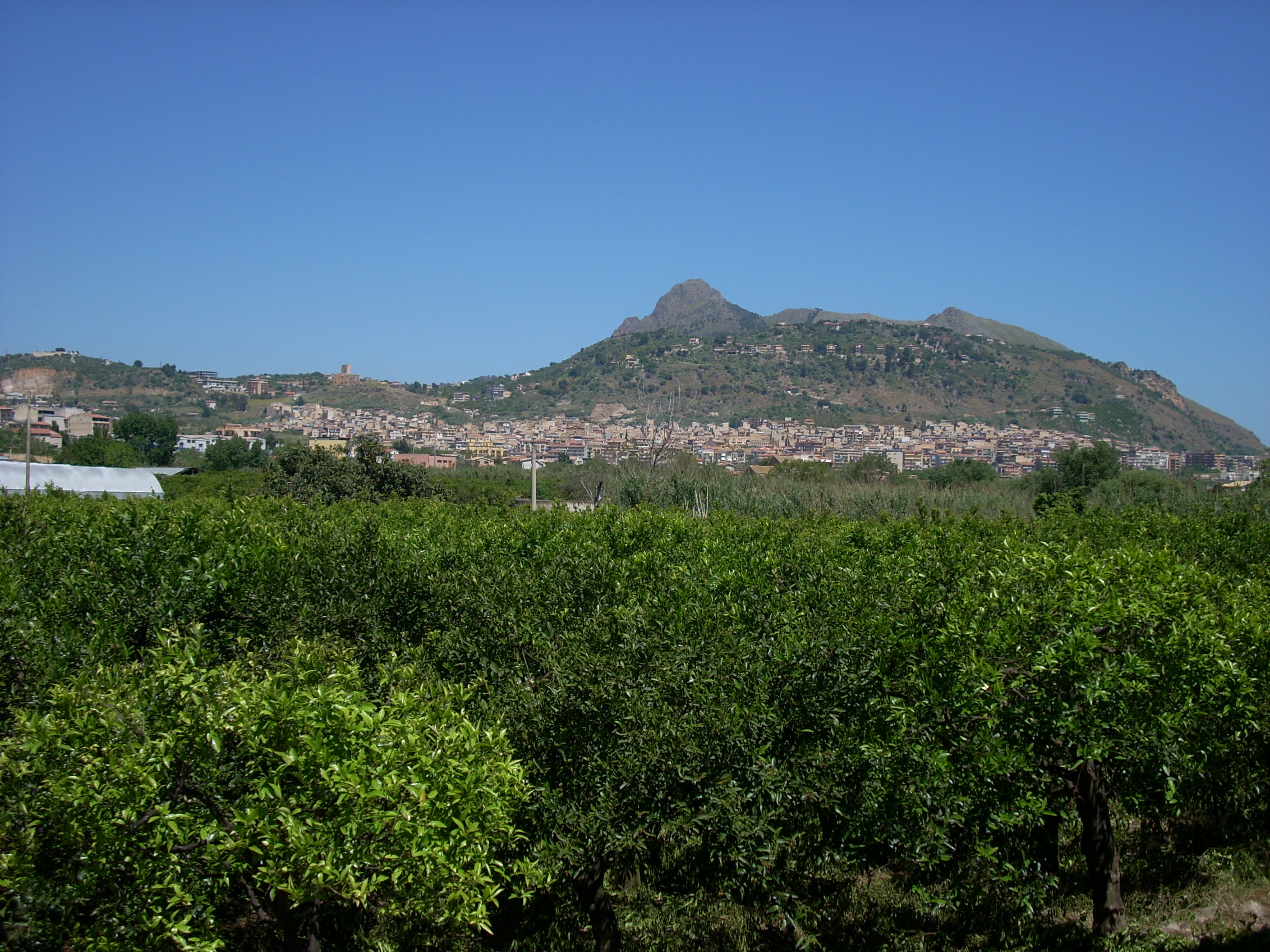
La moderna Misilmeri, nei pressi della quale nel 1063 si svolse l'omonima battaglia, vista dalle colline circostanti

Una serie di ampie rivolte esplose nuovamente in Puglia tenne i normanni impegnati su quel fronte soprattutto negli anni tra il 1064 e il 1068. Grosso modo mentre venivano finalmente sedati i tumulti, le fazioni zirite rivali di Ibn al-Ḥawwās e Ayub, figlio del signore africano Tamim ibn al-Mu'izz, si fronteggiarono in Sicilia e il secondo prevalse. Unificate così Enna, Agrigento e Palermo, Ayub non perse tempo e si preparò a fronteggiare la minaccia normanna. È verosimile che Roberto, di strada verso Palermo per eseguire una delle classiche razzie che perpetrava per fiaccare il morale nemico, fosse rimasto sorpreso quando si trovò dinanzi a un esercito saraceno radunatosi a Misilmeri. Il condottiero cristiano non si perse d'animo e, in una mattina d'estate del 1068, motivò le truppe e si lanciò all'attacco nella battaglia di Misilmeri, prevalendo nel giro di poco tempo. La reputazione di Ayub uscì talmente tanto compromessa dal conflitto che egli decise di salpare per l'Africa e non tornare mai più indietro, lasciando la popolazione nel panico e i normanni a soli quindici chilometri da Palermo. Ciò fece sì che la zona nord-orientale dell'isola passasse saldamente in mano ai normanni, compresa una buona metà della costa settentrionale.

### La caduta di Palermo
Da tre anni, ormai, il nucleo principale dell'esercito normanno era incessantemente impegnato in azioni di guerra. Archiviato il lungo assedio di Bari del 1068-1071, Roberto, il quale aveva richiesto l'aiuto del fratello nelle fasi finali dell'assalto, rimandò subito Ruggero in Sicilia, mentre lui stesso si avviò frettolosamente giù lungo la costa fino ad Otranto. Arrivati a Messina, i due discussero su come procedere sulla conquista dell'isola, considerando che, esattamente come nel caso di Bari, l'avanzata sembrava essersi impantanata alle porte di un altro grande insediamento, Palermo. Malgrado esso si confermasse l'obiettivo principale, Ruggero propose in alternativa di dirigersi a Catania, un porto strategicamente importante lungo la costa orientale e situato a breve distanza da Messina. Il piano prevedeva uno stratagemma semplice: fingere di attraccare alcune navi normanne in città, con il pretesto che esse avrebbero sostato lì perché dirette a Malta, ed espugnare così dall'interno Catania. Funzionò alla perfezione, poiché gli abitanti non sospettarono minimamente l'inganno e si arresero dopo quattro giorni di impari lotta. Rinforzata la città, i due fratelli decisero di dirigersi verso Palermo, ma mentre Ruggero proseguì via terra, il fratello navigò fino alla destinazione. Era circa la metà di agosto quando Ruggero giunse nei pressi di quella che era una delle più grandi metropoli musulmane del bacino del Mediterraneo. Occorreva mettere in sicurezza uno spazio per l'approdo e ci si mosse per questo verso il castello di Yahya, nei pressi della foce del fiume Oreto. La struttura perseguiva il duplice doppio scopo di proteggere la via d'accesso orientale di Palermo e a sbarrare il corso d'acqua per impedire che navi ostili lo risalissero. Sopraffatta senza grosse difficoltà la guarnigione locale, il castello divenne in seguito una chiesa. A soli quattro mesi di distanza dall'assedio di Bari, i normanni (meno di 10 000 uomini) si trovarono a condurre un nuovo assalto. Coordinando gli attacchi militari e terrestri, Roberto e Ruggero sgominarono con successo i soccorsi inviati da navi siciliane e nordafricane nell'autunno del 1071, dopodiché avvinghiarono la città tagliandone ogni rifornimento. L'idea originale era quella di condurla allo stremo, ma lo scenario cambiò quando Roberto venne a sapere che a dicembre il nipote Abelardo, da sempre rancoroso verso lo zio perché lo aveva escluso dalla linea di successione, si era coalizzato con il fratello più giovane Ermanno e con i signori di Giovinazzo e Trani, raccogliendo il sostegno di Riccardo di Capua, di Gisulfo II di Salerno e, molto probabilmente, anche quello dei bizantini. L'insurrezione era divampata in Puglia, ma si era in fretta estesa pure in Calabria, costringendo Roberto a scegliere se ritirarsi oppure forzare l'attacco in corso a Palermo. Privilegiata la seconda strada, nel gennaio del 1072 i normanni inscenarono dapprima un attacco alla cittadella via terra, trascinando varie truppe nemiche nelle lotte, e poi scatenarono l'offensiva vera e propria con un gruppo meno numeroso contro le mura situate sul lato della costa. Lo stratagemma funzionò perché, sebbene Ruggero fosse stato costretto a ripiegare, Roberto e i suoi uomini riuscirono a scalare le mura e ad aprire le porte. I saraceni arretrarono e si lanciarono in una difesa disperata della cinta muraria interna, nella Città vecchia (o al-Qasr, il Castello). Tuttavia, dopo sole ventiquattro ore essi si arresero a Roberto, a patto di ottenere un salvacondotto e di poter continuare a praticare la fede musulmana.

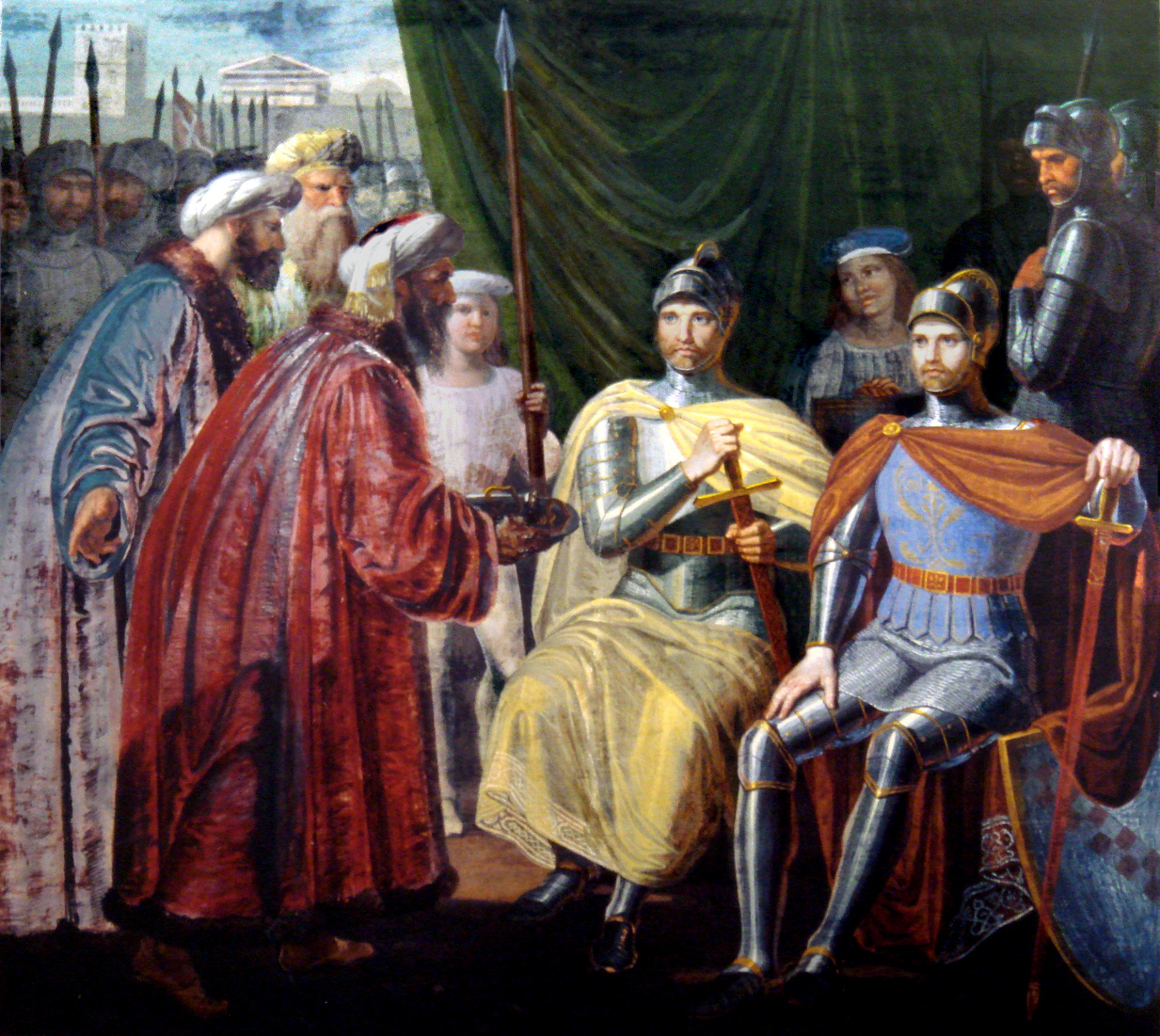
La consegna di Palermo da parte dei musulmani, affresco della volta in "Sala Gialla" del Palazzo dei Normanni a Palermo. Opera di Giuseppe Patania, 1830 circa

All'ingresso trionfale di Roberto nella Città vecchia del 10 gennaio seguì la rimozione di tutti gli orpelli islamici dalla moschea principale, che venne convertita in cattedrale cristiana. Un simile gesto coincideva simbolicamente sì con un mutamento religioso, ma altresì con il passaggio da un'aristocrazia islamica a una di fede differente. Nei fatti, gran parte della popolazione rimase musulmana e fu, secondo gli studiosi in modo lungimirante, lasciata libera di praticare la propria fede. Oltre a non avere senso provocare l'ostilità dei saraceni verso i nuovi signori, Levi Roach ha ricordato che non si trattava di «una guerra santa», ma, «come la conquista dell'Inghilterra da parte del duca Guglielmo, era un'appropriazione opportunistica di terre con il beneplacito del papa». Si dovrebbe pertanto tenere a mente che, sebbene Guglielmo di Puglia e Goffredo Malaterra enfatizzino l'aspetto religioso di questi conflitti, essi scrivevano quando già aveva avuto luogo la prima crociata. Dovendo giudicare le vicende, John Julius Norwich ha commentato:
(John Julius Norwich, I normanni nel Sud: 1016-1130, p. 168)
Con Palermo caduta in mano normanna, si pensava (sbagliando) che il resto dell'isola avrebbe seguito presto la stessa sorte, magari evitando le fatiche della Puglia. Essa non era ancora del tutto ridotta all'obbedienza, in quanto continuavano a esistere gli emirati indipendenti di Trapani e di Siracusa, così come Enna, nei pressi della quale il giovane Serlone stava conducendo una guerriglia da oltre sei mesi che aveva impedito l'approdo di rinforzi a Palermo mentre era sotto attacco. Andava risolto poi il problema delle investiture feudali, con Roberto il Guiscardo che aveva confermato la sua sovranità sulla neonata contea di Sicilia e si era riservato come domini diretti la città di Palermo, metà della città di Messina e del Val Demone, la regione montagnosa del nord-est alla cui conquista aveva partecipato personalmente. Tutto il resto sarebbe spettato al suo gran feudatario Ruggero, da allora investito del titolo di gran conte di Sicilia, e a cui sarebbe stato riconosciuto il possesso di tutto ciò che avrebbe conquistato in seguito. La stessa sorte sarebbe dovuta toccare ai due suoi luogotenenti principali, Serlone di Altavilla e Arisgotto di Pozzuoli, ma il primo dei due morì nell'agosto del 1072, suscitando grande tristezza in Roberto. Sempre nella stessa stagione, Roberto rimase a Palermo e investì uno dei suoi principali luogotenenti con il titolo di emiro, adottando quindi un'usanza locale. La presa della più grande città della Sicilia, nel giro di un decennio gradualmente erosa ai musulmani, coincise con l'apice delle conquiste conseguite da Roberto.

### Resa della Sicilia araba
Nell'autunno del 1072, Roberto si allontanò dalla Sicilia e non vi fece mai più ritorno, non avendo interesse a soggiornare in una terra promessa al fratello. A Ruggero questa notizia faceva certamente piacere, essendosi probabilmente innamorato anche dell'isola ed essendosi legato morbosamente al suo piano di invasione dell'intera Sicilia. Dal punto di vista amministrativo, Ruggero aveva confermato l'assetto precedente in vari ambiti, preoccupandosi di bandire un periodo di leva militare obbligatorio della durata di un anno. Per ingraziarsi i sudditi greci, che si erano ricreduti sul dominio dei normanni, decise di finanziare le chiese di rito ellenico e ciò spinse molte comunità a recarsi sull'isola, specie perché altrove discriminate per via del clima instillato dal Grande Scisma.

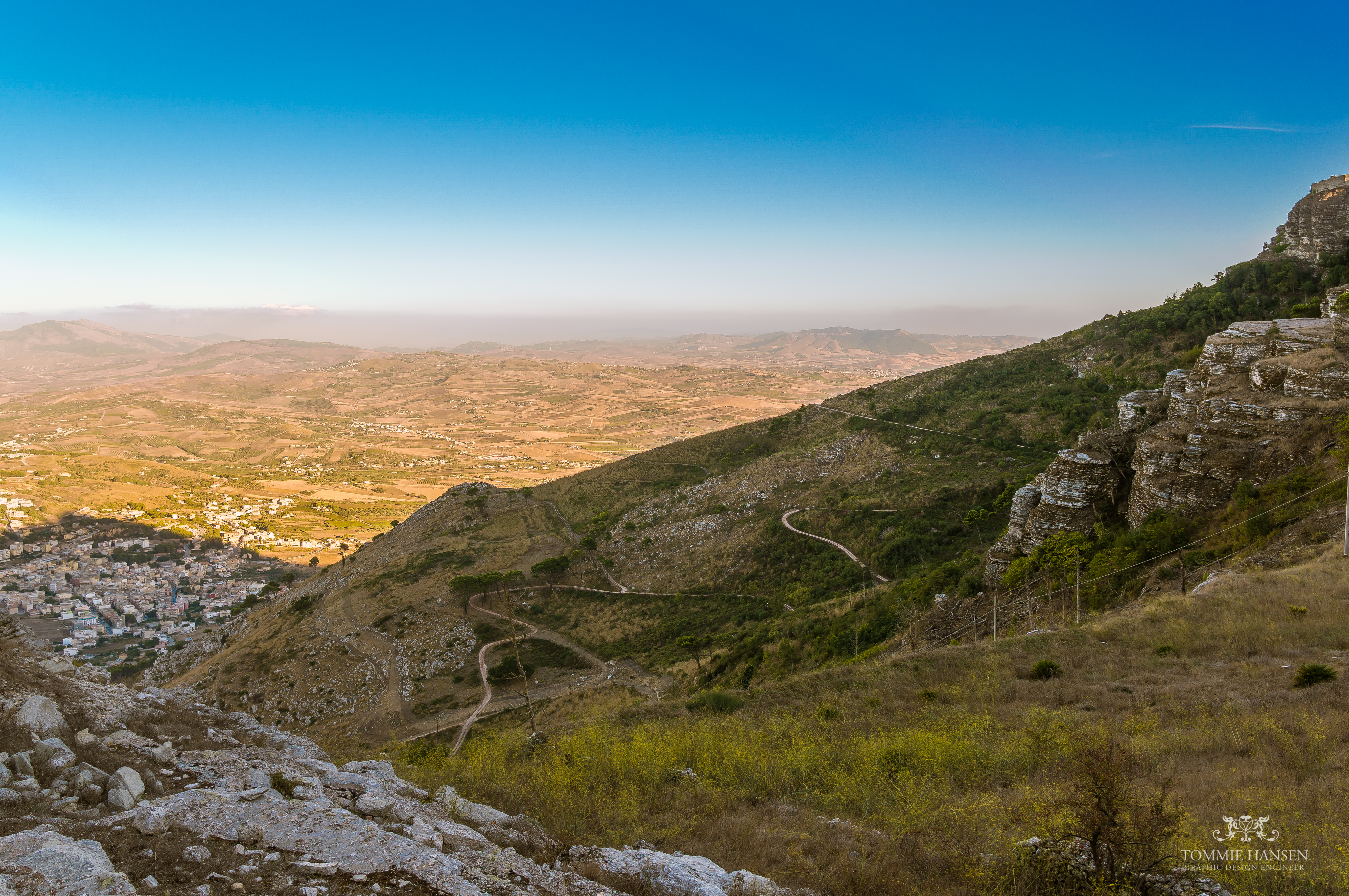
Panorama della valle sottostante vista da Erice

Quando Roberto il Guiscardo morì a Cefalonia nel 1085, suo fratello Ruggero era intento ad assediare Siracusa. Erano trascorsi tredici anni da quando Palermo era caduta nel 1072 e, da allora, Ruggero era riuscito a circoscrivere i domini musulmani all'area centrale e sud-orientale dell'isola. La lotta si stava dimostrando estenuante, tanto che il condottiero normanno, cronicamente a corto di uomini, preferì adottare tattiche di guerriglia anziché impegnarsi in insostenibili battaglie campali. Le iniziative di Ruggero erano complicate dalle continue insurrezioni sul continente che era chiamato a sedare; la più minacciosa fu quella del 1075, orchestrata nuovamente dal già citato Abelardo. Se il fronte bellico restava stazionario, lo stesso non poteva dirsi dell'organizzazione amministrativa che Ruggero stava provando a garantire alla porzione di Sicilia già conquistata. Come si può immaginare, l'elemento islamico aveva a lungo dominato nell'isola e il suo influsso si faceva inevitabilmente sentire anche sulle istituzioni, che emulavano quelle di qualsiasi paese musulmano (si pensi alla figura degli emiri, al corpo di polizia, di giudici che applicavano il diritto coranico e così via). I normanni effettuarono dei mutamenti soltanto parziali a livello amministrativo, così come non stravolsero altri ambiti, come ad esempio la politica monetaria (le iscrizioni delle monete auree del re rimasero in arabo anche sotto il figlio di Ruggero I, Ruggero II) e l'economia agricola, estremamente radicata con le tradizioni del Mediterraneo meridionale. Nello specifico, particolarmente rinomata era la produzione di seta, tessuti, agrumi, cotone, canna da zucchero, e datteri, la cui scomparsa di queste ultime piante avvenne soltanto quando nel XIII secolo si cristallizzò del tutto l'esodo musulmano. Bisogna però ricordare che questa grande tolleranza non garantì alle numerose comunità musulmani ed ebree presenti una perfetta parità con i cristiani. Pur riconoscendo infatti libertà religiosa, i non seguaci di Cristo erano tenuti al pagamento di una tassa speciale (djizyah); una simile decisione pratica, unita ad altri piccoli incentivi per chi optava per la conversione e portata avanti anche dai successori di Ruggero, testimoniava chiaramente l'intenzione di arginare il grado di arabizzazione della Sicilia rispetto al passato.
Le asperità sul campo militare cessarono nel 1077, quando Ruggero espugnò Trapani e subito dopo Erice, sottraendo così le due principali roccaforti nemiche situate nella parte occidentale dell'isola. Nel 1078 toccò alla fortezza di Castronovo, all'interno, la cui imperforabilità era stata fino ad allora proverbiale. L'avanzata proseguì durante l'anno successivo con l'assedio di Taormina, a una cinquantina di chilometri a sud di Messina, che capitolò dopo sei mesi grazie all'ausilio di ben ventidue torri di legno e all'applicazione della tradizionale tattica di blocco, via terra e via mare, dei rifornimenti. Tale vittoria consentì la conquista di quanto si trovava a nord dell'Etna. Il ruolo assunto dalle flotte negli attacchi a Trapani e a Taormina testimonia quanto i normanni e Ruggero si fossero abituati a strategie prima poco familiari. Ancora una volta, subito dopo questi successi si presentarono dei dissidi che rallentarono l'avanzata normanna. Nel 1079 esplose una grande sommossa musulmana nella zona occidentale, in particolare a Giano e a Cinisi, e Ruggero si dovette a essa dedicare per tutto il resto dell'anno e per buona parte del 1080. Ripristinata la calma, nella primavera del 1081, Ruggero fu richiamato nel continente per badare al ducato quando il Guiscardo salpò per condurre la sua spedizione dall'altro lato dell'Adriatico (culminata con la battaglia di Durazzo del 1081). Mentre ricopriva questo compito era sicuramente pervaso dalla frustrazione, a maggior ragione sapendo benissimo di non riuscire a controllare così vasti domini in autonomia, considerata la scarsa fiducia che riponeva nel figlio di Roberto, Ruggero Borsa. Trascorse poche settimane, i suoi timori assunsero sembianza concreta quando ricevette notizia dei subbugli in corso a Gerace, in Calabria, e a Catania, che era stata riconquistata dall'emiro di Siracusa Benavert. Fortunatamente per Ruggero, mentre si preoccupava di Gerace, suo figlio Giordano aveva ripreso il dominio del porto perduto. Rafforzate le difese di Messina in inverno, durante la primavera del 1082 dovette raggiungere suo fratello e si trattenne per più di un anno lontano dalla Sicilia, rientrando in tutta fretta nell'estate del 1083 per una ribellione aizzata paradossalmente proprio da suo figlio Giordano, a cui aveva lasciato temporaneamente il comando. Pare che la miccia fu causata dalla delusione per le scarse ricompense assegnate. Giordano si era già impossessato di Mistretta e di San Marco d'Alunzio, sede del primo castello normanno costruito sul suolo siciliano, e si stava dirigendo verso Troina, dove era custodito il tesoro del padre. Accorso verso i ribelli, Ruggero temette seriamente che costoro, in preda alla disperazione, potessero recarsi in cerca di sostegno dai musulmani. Fu allora che convinse i principali fomentatori a recarsi da lui, persuadendoli che sarebbero stati perdonati facilmente. In realtà, i dodici complici furono tutti accecati e lo stesso Giordano venne imprigionato per qualche giorno, fino a quando non fu rilasciato e acconsentì di giurare fedeltà al padre, che peraltro non tradì mai più. Si trattò dell'ultima occasione durante cui l'autorità di Ruggero venne contestata.

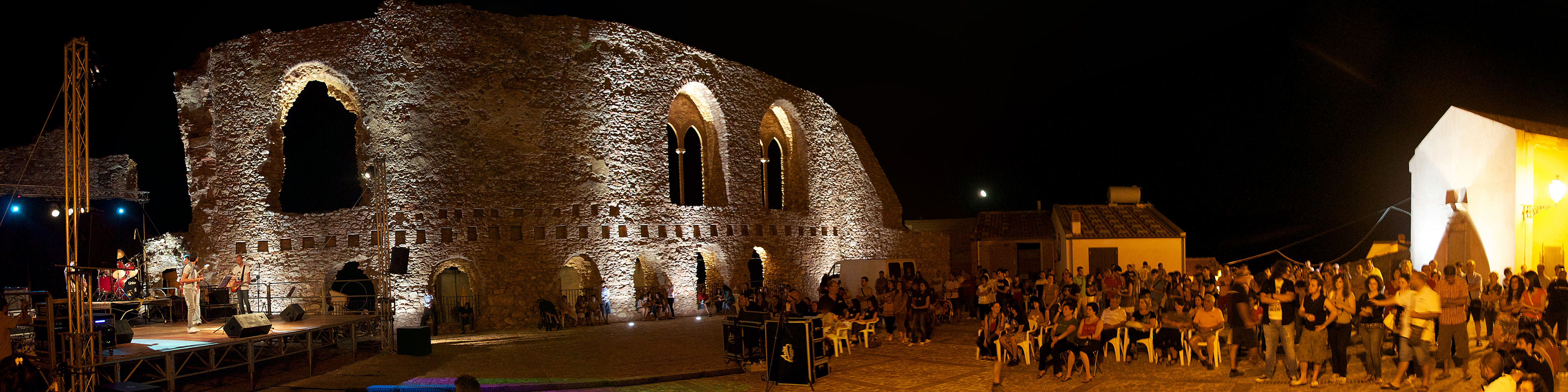
Resti del castello di San Marco d'Alunzio, il primo costruito dai normanni sull'isola siciliana. Se ne impossessò per breve periodo Giordano d'Altavilla, figlio di Ruggero, prima di essere ricondotto all'obbedienza

L'emiro Benavert, colui che nel 1081 aveva catturato Catania per un breve periodo, aveva deciso di scagliare un nuovo assalto contro gli invasori nel 1084, stavolta spingendosi al di là dello stretto di Messina e colpendo Nicotera e altre città costiere. Poiché l'emiro aveva razziato dei santuari cristiani rapendo anche delle suore da un convento di Rocca d'Asino (una località ignota), Ruggero temette seriamente che potessero riaffiorare vecchie ruggini legate alla diversità religiosa, problema che si era prodigato di risolvere in Sicilia ottenendo un discreto successo. Intenzionato a evitare qualunque rivolta che potesse coinvolgere saraceni da una parte e cristiani dall'altra, Ruggero organizzò immediatamente i preparativi per attaccare Siracusa, partendo infine da Messina il 20 maggio 1085. Le spie normanne riferirono che il signore musulmano intendeva condurre delle imbarcazioni al largo e impegnarsi in una battaglia navale. Lo scontro fu feroce, ma i balestrieri normanni giocarono un ruolo cruciale e permisero di prevalere; Benavert stesso tentò di avvicinarsi all'ammiraglia dove si trovava Ruggero, ma pur volendoci saltare a bordo eroicamente, non vi riuscì e affogò cadendo in mare. Ciò minò le sicurezze dei siracusani, che si asserragliarono nella propria città e tentarono di resistere come meglio poterono. Quando la moglie dell'emiro, assieme alle sue guardie del corpo, abbandonò la città nel cuore della notte a bordo di una piccola barca, gli abitanti si convinsero a gettare la spugna. La scomparsa di Benavert, avvenuta curiosamente lo stesso giorno di papa Gregorio VII, il 25 maggio 1085, fece sì che la fine dei saraceni divenisse praticamente scontata. La contemporanea morte di Roberto comportò per Ruggero nuovi spostamenti verso il continente, circostanza che spinse alcune sacche di insorti a scontrarsi con i normanni. Egli aveva dichiarato il proprio sostegno a Ruggero Borsa nella successione, chiedendo in cambio il riconoscimento dei possedimenti situati in Calabria e condivisi in passato con il Guiscardo più quelli della Sicilia (Messina e Val Demone). Il nipote necessitava di questo accordo e quindi accettò, sia pur preservando un controllo su Messina e sul Val Demone che si rivelò soltanto nominale.

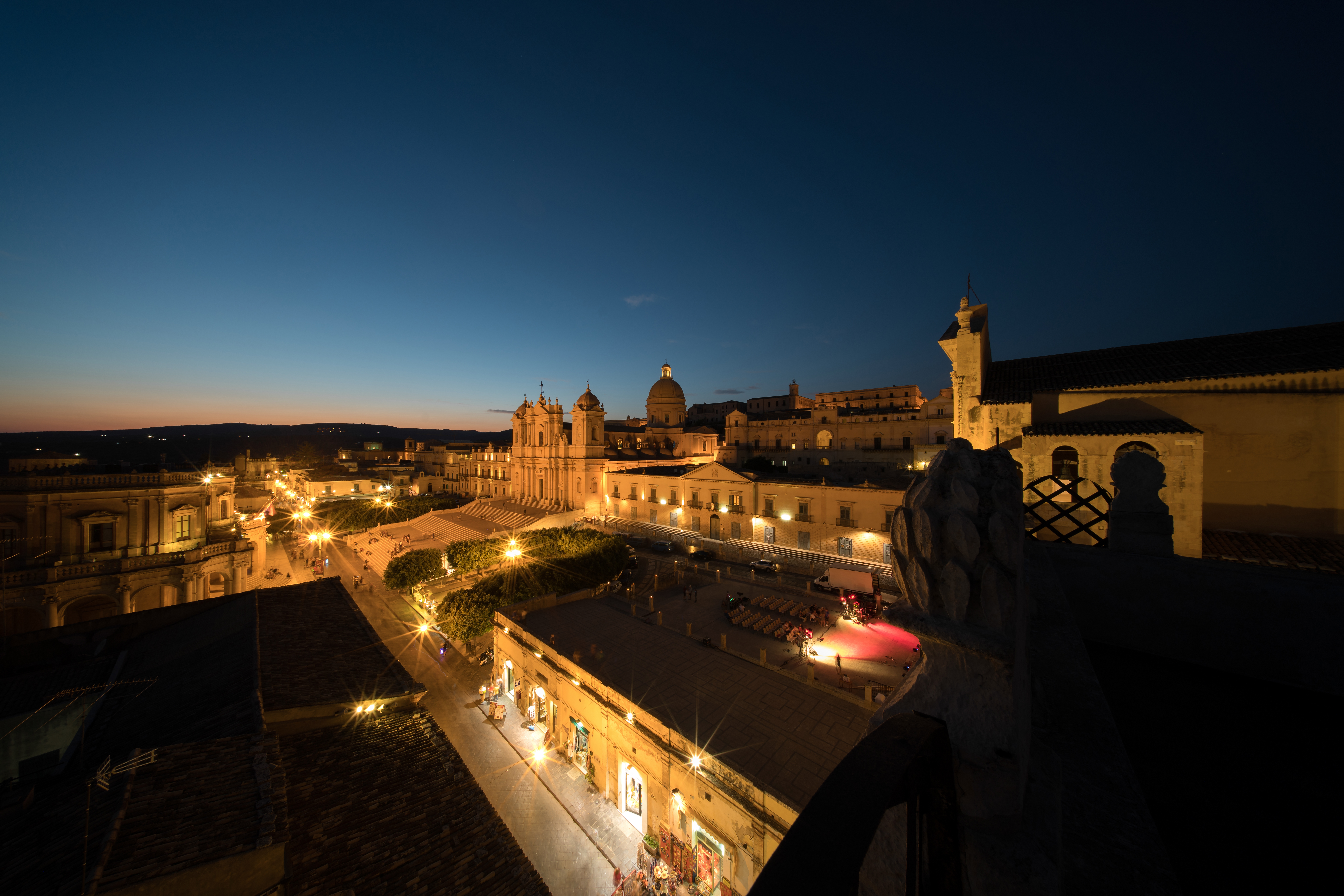
Noto, l'ultimo avamposto saraceno, si arrese ai normanni nel 1091

Mentre Ruggero Borsa riduceva la propria influenza dopo aver stipulato una precaria pace col fratello Boemondo, suo zio ritornava in Sicilia a completare la morsa sull'isola. Il 10 aprile del 1086 Ruggero attaccò Agrigento, importante località sulla costa meridionale, e la espugnò il 25 luglio catturando in quella circostanza Ibn Hamud, ultimo emiro di Enna. Il resto dell'anno lo trascorse intrattenendo il nipote Ruggero Borsa (in visita per la prima volta la Sicilia come duca regnante), a ricostruire le fortificazioni di Agrigento e a consolidare il controllo normanno sul territorio di recente conquistato. Tutto ciò che rimaneva in mano ai saraceni, esclusa Enna, era composto da Butera e Noto, entrambe incapaci di resistere a un attacco in forze. Poiché l'emiro non poteva più contare su alcun appoggio, Ruggero ritenne saggio intavolare delle trattative con Ibn Hamud, che fu condotto a Enna e persuase i suoi abitanti a evitare le lotte. Assegnandogli come ricompensa un vasto possedimento, Ibn Hamud si convertì al cristianesimo e si trasferì in Calabria con sua moglie.
Nel frattempo, sulla penisola la vecchia lite tra Ruggero Borsa e Boemondo si riaccese nell'autunno del 1087 e si trascinò per i nove anni seguenti, con il risultato che poche furono le regioni del Mezzogiorno che non ne subirono le conseguenze. Ruggero stette a guardare dalla riappacificata Sicilia, dove nei due decenni trascorsi dalla conquista di Palermo aveva imparato a divenire «un uomo di Stato maturo e responsabile», liberandosi di quella impetuosità che invece contraddistinse il fratello Roberto per tutta la sua vita. Egli aveva imparato a ricorrere alla guerra soltanto quando necessario, privilegiando per quanto possibile la diplomazia. Gli ultimi episodi militari che lo videro protagonista furono l'attacco a Butera (caduta nel 1088 o nel 1089), un centro vicino alla costa meridionale, e la presa di Noto, localizzata a ridosso della costa orientale e a una trentina di chilometri a sud-est di Siracusa, avvenuta nella primavera del 1091 senza grossi spargimenti di sangue. Quello stesso anno, per mettersi ancora più al sicuro dalle incursioni da sud, Ruggero comandò l'invasione di Malta, dove la popolazione e le guarnigioni locali preferirono non opporre resistenza. Pur avendo imposto all'arcipelago maltese il versamento di un tributo, egli permise ai governatori arabi di continuare ad amministrare indisturbati.

## Conseguenze

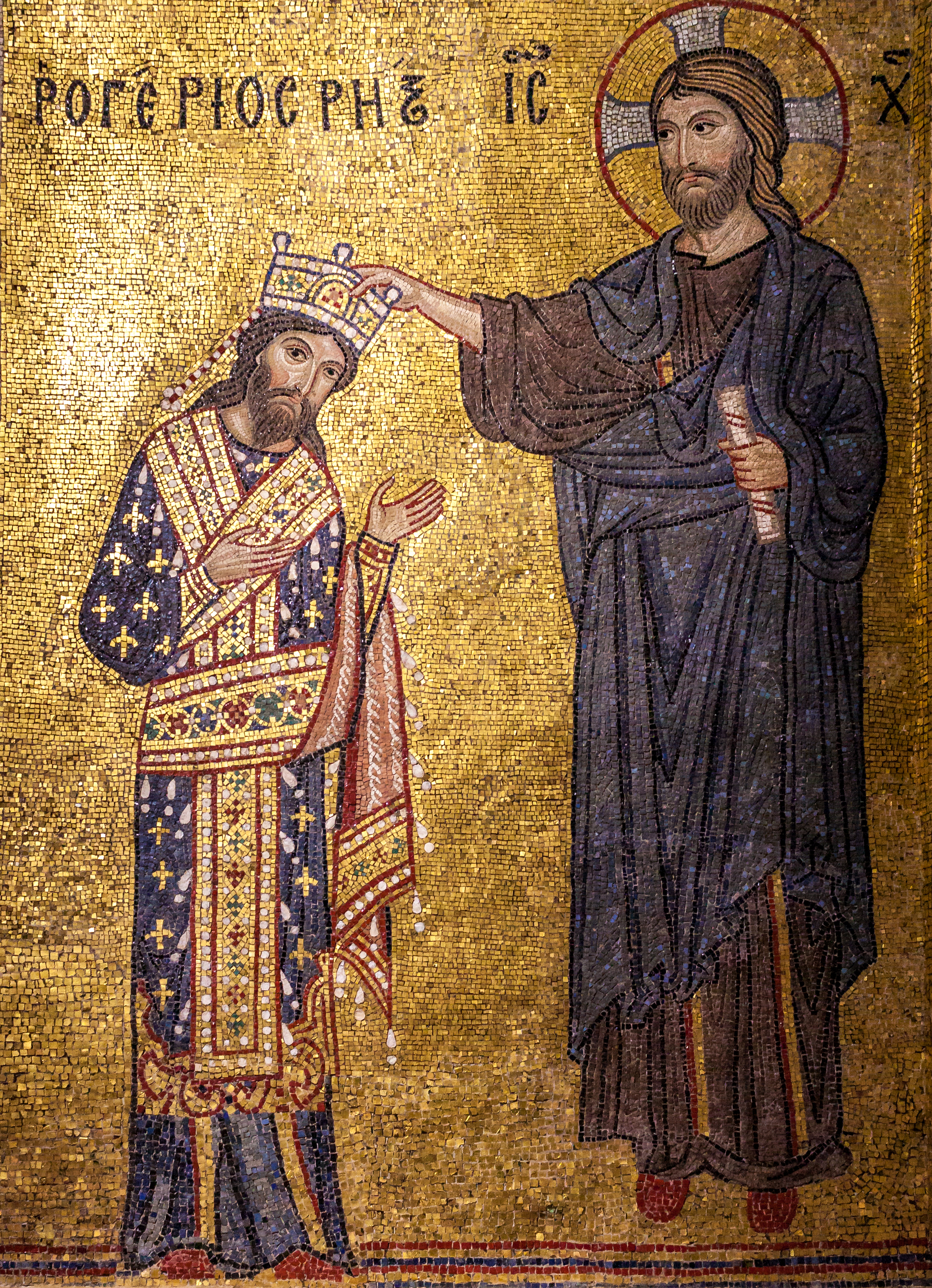
Dettaglio di un mosaico che mostra Ruggero II (Rogerios Rex in lettere greche) mentre viene investito della corona direttamente da Gesù Cristo (IC). Chiesa della Martorana, Palermo

I normanni avevano sottomesso in meno di un secolo l'Italia meridionale, imponendosi nel tempo in un'area compresa tra l'Abruzzo e la Sicilia stessa. Decennio per decennio, avevano trovato una nuova dimensione acquisendo sempre più forza e imponendosi in tutta la porzione meridionale della penisola, senza mai perdere slancio, se non negli ultimissimi anni della conquista. Il processo di espansione normanna era stato lento e frammentato, oltre che raggiunto squisitamente prevalendo sui campi di battaglia, ma per la prima volta in quasi mezzo millennio, aveva portato tutta l'Italia meridionale sotto una sola bandiera. È singolare constatare che questo risultato fu quasi collaterale; come ha affermato Levi Roach, che «nessuno [dei normanni] era partito alla conquista del Sud, e fu solo una somma di circostanze impreviste a determinare questo risultato». Eppure, assegnandosene un pezzo ciascuno, i figli di Tancredi d'Altavilla lo avevano conquistato, propagando l'eco delle proprie gesta e la propria influenza anche in altre regioni del Mediterraneo.
Il figlio di Ruggero I, il gran conte Ruggero II di Sicilia, volle unificare tutti i territori normanni occupati nell'Italia meridionale. Nel luglio del 1127 il duca Guglielmo II di Puglia morì senza figli, e Ruggero reclamò tutti i possedimenti degli Altavilla e la signoria di Capua. Sbarcò allora nel continente e conquistò senza difficoltà Amalfi e Salerno e nel 1128 fu incoronato duca di Puglia e Calabria. Nel settembre del 1129, Ruggero II fu pubblicamente riconosciuto duca da Napoli, Bari, Capua e dalle altre realtà del Sud.
Unì questi territori con la gran contea di Sicilia e, nel dicembre del 1130, fu proclamato nella cattedrale di Palermo re di Sicilia. Nel 1139 sconfisse definitivamente gli ultimi feudatari ribelli, pacificando così il regno di Sicilia. L'anno successivo lo stesso sovrano convocò le assise di Ariano, durante le quali emanò, con ogni verosimiglianza, le constitutiones ("costituzioni") del novello regno.